# Архив эстонского фольклора
Архив эстонского фольклора (эст. Eesti Rahvaluule Arhiiv) — главный архив фольклорного материала в Эстонии. В настоящее время архив работает под юрисдикцией Эстонского литературного музея. Руководит работой архива Ристо Ярв.

## История
Архив эстонского фольклора был учреждён в 1927 и стал главным институтом, занимающимся исследованием фольклора в Эстонии.
Основными целями архива были сбор и структуризация имеющихся коллекций, а также содействие в исследовательской деятельности, направленной на изучение эстонской культуры.
Первые коллекции материалов, которые легли в основу созданного архива состояли из рукописей, принадлежавших выдающемуся эстонскому фольклористу и общественному деятелю Якобу Хурту. Труды Якоба Хурта, направленные на популяризацию изучения эстонского фольклора, внесли свою лепту в процесс эстонского национального пробуждения. Под его руководствам была собрана коллекция рукописей, насчитывающей более ста тысяч страниц, на которых были записаны песни, пословицы, загадки, легенды и сказки. После смерти Якоба Хурта (1907) коллекция была перевезена в хранилище Общества финской литературы в Хельсинки ввиду отсутствия в Эстонии условий, пригодных для сохранения рукописных документов.
Идея о создании централизованного архива фольклора в Эстонии зародилась в 1924 году, когда начались переговоры о возврате коллекции Якоба Хурта в Эстонию. Одним из инициаторов этой идеи стал эстонский фольклорист Оскар Лооритс, который в итоге стал директором архива эстонского фольклора и занимал эту должность до 1942 года. Сам архив был создан 24 сентября 1927 года как подразделение Эстонского Национального музея.

### Период Второй Мировой Войны
В 1940 году Архив был преобразован в отдел фольклора Государственного музея литературы. В период немецкой оккупации произошло очередное преобразование, в результате которого архив стал частью Тартуского университета, а государственный музей литературы прекратил своё существование. В 1944 году, когда в Эстонии была восстановлена советская диктатура, структура архива была возвращена в состояние 1940 года.

### Советский период
После войны и включения Эстонии в состав СССР, политическая, социальная и культурная жизнь страны значительно изменилась. Идеологическая составляющая оказала сильное влияние не только на уже собранные коллекции, но и на подход к изучению фольклора в будущем.
Согласно новому курсу, Якоб Хурт был назван буржуазным исследователем, вклад Оскара Лооритса в формирование архива признан «не имеющим ценности», а его имя было физически стерто из имеющихся материалов. Фонды архива подверглись жесткой цензуре в 1945—1952. Большую часть работы по проверке и редактированию материалов проводили сами работники архива. В первую очередь цензуре подверглись песни и шутки, отражавшие негативное отношение к советской идеологии. Фильтрация материала сказалась и на доступности информации. Материалы, посвященные темам, которые противоречили идеологическим установкам, были недоступны для изучения.

### Наши дни
Архив эстонского фольклора был воссоздан в 1995 году после восстановления независимости Эстонии. К 2000 году все крупные коллекции фольклора, ранее принадлежавшие различным институтам были перенесены в АЭФ.
В настоящее время работники архива проводят консультации для этнографов, антропологов и исследователей из других областей наук со всего света. Также Архив проводит кампанию по оцифровке материалов из коллекции, расширяя файловый архив Эстонского Литературного музея под названием «Kivike»

## Коллекции

### Рукописи
В АЭФ содержится 31 коллекция рукописей, примерно 1,5 миллиона страниц. Наиболее ценными считаются коллекции Якоба Хурта (1838—1907) и Маттиаса Йоханна Айзена (1880—1934).
Все 162 рукописных тома, 114,696 страниц фольклорной коллекции Якоба Хурта доступны в отсканированном виде в базе данных «Кivike Архивная копия от 29 января 2021 на Wayback Machine».
Коллекция эстонских народных песен и мелодий к ним, собранная Оскаром Калласом (1868—1946) с помощью Эстонского Студенческого Общества между 1904 и 1916 годами также доступна на «Kivike Архивная копия от 29 января 2021 на Wayback Machine» и насчитывает 13,139 народных песен.

### Фотоматериалы
Коллекция архива также содержит фотопластинки, которые вышли из употребления в первой половине двадцатого века. На 2016 год коллекция архива насчитывает 17,993 черно-белых фотографий, 8,075 цветных фотографий и 33,137 цифровых фотографий.

### Аудиоматериалы
Аудиоколлекция архива содержит грампластинки, кассеты и восковые цилиндры. Первые аудиозаписи были сделаны в 1912 и 1914 финским фольклористом А. О. Вяйсяненом (1890—1969). Основными носителями информации являются DAT-кассеты и минидиски, используемые с 1995 года, и карты памяти, которые стали использовать с 2000 г.
Яан Тамм, звукооператор Эстонского Фольклорного Архива, с 1992 года работает над оцифровкой старых аудиозаписей.

### Видеоматериалы
Видеоколлекция Архива насчитывает 1,377 фильмов и видео, записанных на киноленты, видеокассеты из 1980-х, материал в формате Mini DV и на картах памяти. Эти материалы описывают и отражают традиции эстонцев и других этнических групп. Например, видеоколлекция состоит из записей музыкальных выступлений, которые происходили как в естественной обстановке, так и формате номеров на фольклорных фестивалях. Всего эта коллекция состоит из шести серий: аналоговые видеозаписи, цифровые записи на кассетах, цифровые записи в формате файлов и так далее.

### Мультимедиа
В 2008 была основана мультимедиа-коллекция. Она включает в себя цифровой материал, например, электронные письма и презентации, которые нельзя отнести к другим разделам Архива.

## Коллекции фольклора этнических меньшинств
В 19 веке процесс формирования фольклорных архивов, основанных на материалах, собранных среди этнических меньшинств, шел медленно и неумело. Основной причиной этого являлось отсутствие интереса и компетенции у коллекционеров, которые в большинстве своём являлись любителями. Ситуация изменилась, когда Эстония стала независимым государством. В этот период фольклористы начали тщательно систематизировать коллекции этнических меньшинств. К периоду независимости относился фольклор русских, шведов, немцев, евреев, ингерманландских финнов, ижорцев, латвийцев, татар и цыган. После Второй Мировой войны состав населения изменился. Большинство немцев и шведов покинуло страну, а цыгане и евреи были почти что полностью истреблены. В советское время к собраниям Архива добавились разделы, посвященные польскому и белорусскому фольклору. Коллекции меньшинств продолжают пополняться.